# ليزلي يونغ
ليزلي يونغ هو سياسي كندي، ولد في 19 أغسطس 1931. حزبياً، نشط في الرابطة التقدمية المحافظة في ألبرتا ‏. وقد انتخب عضو الجمعية التشريعية ألبرتا.